# Alfonso Balcázar
Alfonso Balcázar (Alfonso Balcázar Granada; * 2. März 1926 in Barcelona; † 28. Dezember 1993 in Sitges) war ein spanischer Filmregisseur, Drehbuchautor und Filmproduzent.

## Leben
Balcázar wurde in eine Pelzhändlerfamilie geboren. Er schrieb für insgesamt 46 Filme von 1958 bis 1983 die Drehbücher und war bei 30 Filmen zwischen 1960 und 1984 als Regisseur tätig – zum ersten Mal 1959 in dem Drama La encrucijada. Er gründete zusammen mit seinen Brüdern Francisco Balcázar sowie dem ebenfalls als Regisseur tätigen Jaime Jesus Balcázar die Filmproduktionsgesellschaft P.C. Balcázar und später die Vertriebsorganisation Filmax, mit der er seine Filme verlieh. Er gehörte zu den ersten, die in Spanien Western drehten; insgesamt entstanden etwa 20 Filme dieses Genres mit seiner Beteiligung. Ab Mitte der 1970er Jahre verlegte er sich auf Filme mit erotischem Inhalt.
Bei einigen Filmen verwendete er die Pseudonyme I. Albagran und Al Bagran.

## Filme

### Regie
- 1959: La encrucijada
- 1960: ¿Dónde vas triste de ti?
- 1960: Sueños de mujer
- 1962: Cena de matrimonios
- 1962: Solteros de verano
- 1962: La bella Lola
- 1964: Piso de soltero
- 1965: Die Gejagten der Sierra Nevada (El ranch de los implacables)
- 1965: Die Todesminen von Canyon City (¡Que viva Carrancho!) (auch Produktion)
- 1965: Der Mann, der kam, um zu töten (L'uomo dalla pistola d'oro)
- 1966: Dinamita Jim
- 1967: Tal der Hoffnung (Clint el solitario)
- 1967: Operation Taifun (Con la muerte a la espalda)
- 1968: Für ein paar Leichen mehr (Sonora)
- 1972: Ein Einsamer kehrt zurück (El retorno di Clint el solitario) (& Produktion)
- 1973: Le llamaban Calamidad

### Drehbuch (Auswahl)
- 1958: Amore a prima vista
- 1964: Spartacus und die 10 Gladiatoren (Gli invincibili dieci gladiatori)
- 1964: Oklahoma John – Der Sheriff von Rio Rojo (Oklahoma John)
- 1965: Eine Pistole für Ringo (Una pistola per Ringo)
- 1965: Agent 3S3 kennt kein Erbarmen (Agente 3S3: Passaporto per l'inferno)
- 1965: Sancho – dich küßt der Tod (Sette magnifiche pistole)
- 1965: Vergeltung in Catano (Tierra de fuego)
- 1965: 100.000 Dollar für Ringo (100.000 Dollari per Ringo)
- 1966: Yankee
- 1966: Gemini 13 – Todesstrahlen auf Kap Canaveral (Operazione Goldman)
- 1966: Agent Pik As – Zeitbombe Orient (Asso di picche operazione controspionaggio)
- 1966: Sicario 77 – tot oder lebendig (Sicario 77, vivo o morto), mit Mino Guerrini und Adriano Bolzoni
- 1966: Die unerbittlichen Fünf (I cinque della vendetta)
- 1967: Ein Stoßgebet für drei Kanonen (Professionisti per un massacro)
- 1969: La legge della violenza
- 1973: Die Nacht der rollenden Köpfe (Passi di danza su una lama di rasoio)

## Produktion
- 1966: Schneller als 1000 Colts (Thompson 1880)